# Teinopodagrion venale
Teinopodagrion venale är en trollsländeart som beskrevs av Hagen in Selys 1862. Teinopodagrion venale ingår i släktet Teinopodagrion och familjen Megapodagrionidae. Inga underarter finns listade i Catalogue of Life.